# Дриду-Снагов (Јаломица)
Дриду-Снагов (рум. Dridu-Snagov) насеље је у Румунији у округу Јаломица у општини Дриду. Oпштина се налази на надморској висини од 73 m.

## Становништво
Према подацима из 2002. године у насељу је живело 472 становника, од којих су сви румунске националности.